# 高沢順子
高沢 順子（たかざわ じゅんこ、1955年1月30日 - ）は、日本の女優。本名は同じ。
新潟県新発田市出身。アクターズプロモーションらに所属していた。元夫は俳優の吉田次昭。身長165cm（1975年7月）。

## 来歴
兄と弟がいる。実家は建築業。新発田市立加治小学校、新発田市立本丸中学校卒業、新潟県立西新発田高等学校中退。
中学生時代は足が速かったことで陸上部にスカウトされ、県大会に出場した。しかし高校1年生の時に父親の経営する会社が倒産したことにより、高校を中退する。その後、知り合いを頼って上京、プロダクションに入ってモデルの仕事を始める。
銀座の高級クラブ「徳大寺」のママ・徳大寺美瑠は「うちのスカウト係が上野の靴屋の店員をしていた高沢順子を連れて来たんだけど、彼女は当時16歳ぐらいで未成年だったから、私のマンションで生活させてた。レオ（風吹ジュン）とか東映のポルノ女優になった田島晴美なども一緒に生活していたんだけど、彼女だけにはマンションのカギを渡さなかったの。あんまりだらしがなかったし、この娘はモテると思ったから、変なのに引っ掛からないように、私と行動を共にさせてたのよね。ところがマーちゃん（平尾昌晃）がお店に来ていたからお手上げよ。マーちゃんは10代の娘でないとダメなんだなあ、とその頃から思っていたわ」などと話している。
1973年、ホーローバスの「お魚になったワ･タ･シ」のCMに出演して注目される。同年の『新・同棲時代－愛のくらし－』に出演し話題を呼んだ。映画に合わせて週刊誌でヌードを披露した。その後、山田太一脚本の『それぞれの秋』（TBS、1973年）、『前略おふくろ様第2シリーズ』『夜明けの刑事』『必殺仕事人 激突!』『はぐれ刑事純情派』『座頭市物語』など、多くのテレビドラマ、映画作品に出演。1975年には映画『本陣殺人事件』、1977年には映画『人間の証明』にも出演した。
79年には藤田敏八監督の『もっとしなやかに もっとしたたかに』に出演した。妖艶な役柄も演じた。映画は1996年の『極道追踪』が最後の作品になっている。2000年代以降は活動が確認されていないが、2010年に過去の出演作を再編集したDVD作品が発売された。

### 所属事務所
- オフィス・トゥー・ワン（1985年 - 1987年）[7]
- さち子プロ（1988年 - 1990年）[8]
- プランニング・メイ（1991年 - 1994年）[9]
- アクターズプロモーション（2000年 - 2002年）[10]

## 出演作品

### 映画
- 新・同棲時代－愛のくらし－（1973年・松竹）
- 涙のあとから微笑みが（1974年・松竹）
- 街の灯（1974年・松竹・田辺エージェンシー）
- 本陣殺人事件（1975年・たかばやしよういちプロ・映像京都・ATG）
- 人間の証明（1977年・角川春樹事務所）- 朝枝路子
- 往生安楽国（1978年・たかばやしよういちプロ）
- もっとしなやかに もっとしたたかに（1979年・にっかつ）
- アッシイたちの街（1981年）
- 大日本帝国（1982年）
- 誘拐報道（1982年）[11]
- 北の螢（1984年・東映・俳優座映画放送）
- パンツの穴（第一弾、1984年）
- 生きてみたいもう一度　新宿バス放火事件（1985年)
- 結婚案内ミステリー（1985年・東映セントラルフィルム） - 竹田ヒロコ
- 瀬戸内少年野球団　青春篇　最後の楽園（1987年)
- チャイナシャドー（1990年）
- 魚からダイオキシン!!（1992年・ケイエスエス・フロム・ファースト・DEN、宇崎竜童監督）
- 雷電（1994年・ヒーロー・嶋源・カースタントTA・KA）
- 極道追踪（1996年）[11]

### テレビドラマ
- それぞれの秋（1973年、TBS）
- わが子は他人（1974年、TBS）- 滝沢春美
- 6羽のかもめ 第11話（1974年、CX）
- 帽子とひまわり（1974年、NHK）
- ちょっとしあわせ（1974年 - 1975年、NET）
- 座頭市物語 第22話「父と子の詩」（1975年、CX）
- 銀河テレビ小説
  - 「霧の視界」（1975年、NHK）- 高島葵
  - 「凍河」（1976年2月16日 - 3月5日、NHK） - ナツキ
  - 「旅びと」（1983年3月、NHK）- 恒代
- 前略おふくろ様 第2シリーズ（1976年 - 1977年、NTV）
- お耳役秘帳（1976年、KTV）
- 夜明けの刑事 第81話「横須賀ストーリー殺人事件」（1976年、TBS / 大映テレビ） - 早川マリ
- シリーズ人間模様
  - 「堂々たる打算」（1976年、NHK）- 敬子
  - 「北上山系」（1977年、NHK）-スズ
- 「しあわせのどん底」（1976年、NHK）- 匠子
- 「かず恵はかず恵」（1976年、NHK）- 多喜子
- 太陽にほえろ!（NTV / 東宝）
  - 第272話「秘密」（1977年） - 原田律子
  - 第441話「カーテン」（1981年） - 三枝景子
  - 第619話「犯人の顔」（1984年） - 大沼かおり
  - 第717話「女たちは今…」（1986年） - 小池節子
- 「虹の花」（1978年、NHK）- 星子
- 人間の証明（1978年、MBS / 角川春樹事務所） - 朝枝路子
- 俺たちの祭（1978年2月5日、NTV / ユニオン映画） - 田代理恵
- 事件 (小説)（1978年 - 1984年、NHK） - 菊地志那子
- 大空港 第49話「皆殺しの来訪者!｣（1979年、CX / 松竹） - れいこ
- 江戸の激斗 第5話「けもの狩り」（1979年、CX / 東宝） - おりん
- 駆け込みビル7号室 第7話（1979年、CX / 三船プロ） - 三沢ようこ
- 大捜査線（1980年・フジテレビ）
  - 第6話「青春心中」- 相沢美佳
  - 第37話「朝日のあたる家」- 岩崎紗江子
- ミラクルガール 第17話「一億円を拾った女」（1980年、12ch / 東映） - 石川圭子
- 特捜最前線（ANB / 東映）
  - 第158話「ニューミュージックを唄う刑事!」（1980年） - 山田花子
  - 第237話「木枯しや……」（1981年） - 清沢知子
- 大江戸捜査網 第525話「紅花は女の涙」（1981年、TX / 三船プロ） - 小雪
- 秋なのにバラ色（1981年、MBS） - 中津川靖子
- あんちゃん（1982年、NTV）
- 悪女の招待状（1982年、ANB）
- 御宿かわせみ 第2シリーズ 第5話「秋色佃島」（1982年、NHK） - おいそ
- ザ・ハングマンシリーズ（ABC）
  - ザ・ハングマンII 第5話「結婚殺人の甘い汁」（1982年） - 石本里加
  - 新ハングマン 第16話「疑惑の教授選につけ入るニセ処刑人」（1983年） - 井口真紀
  - ザ・ハングマンV 第6話「愛妻家ボクサーが保険金にKOされる!」（1986年） - 水谷真理子
- 土曜ワイド劇場（ANB）
  - 三毛猫ホームズの駈落ち（1984年、東映）
  - 京都新婚旅行殺人事件（1986年） - 南田千津
  - 牟田刑事官事件ファイル 第5作「露天風呂撮影会ツアー殺人事件」（1986年8月2日） - 坂上悠子 役
- 気分は名探偵 第10話「真犯人み～っけた!」（1984年、NTV） - 志村幸子
- 刑事物語'85 第4話「一日だけの母」（1985年、NTV / ユニオン映画）
- アルザスの青い空（1985年、CX）
- 誇りの報酬 第23話「潜行して敵を撃て!」（1986年、NTV / 東宝） - 島田めぐみ
- あぶない刑事 第26話「予感」（1987年、NTV / セントラル・アーツ） - 結城弁護士
- ベイシティ刑事 第7話「二人が走れば 死体があがる!」（1987年、ANB / 東映） - あずさ
- あぶない少年（1987年、TX）
- 光戦隊マスクマン 第20話「罠! 沈む巨大ロボ」（1987年、ANB） - ドクロドグラーの人間体（骨妃）
- 京都サスペンス「月下美人殺人事件」（1987年、KTV / 京都映画）
- 火曜サスペンス劇場「女検事・霞夕子5・家庭教師の殺人」（1988年、NTV / NTV映像センター） ‐ 早川美砂子
- 明日-1945年8月8日・長崎（1988年8月9日、NTV） - 川辺安子
- 悪女聖書（ドラマ23）（1988年）
- 愛無情（1988年、CX）
- 松本清張サスペンス「拐帯行」（1988年、KTV / 松竹）
- 鬼平犯科帳 第1シリーズ 第24話「引き込み女」（1990年、CX） - お元
- はぐれ刑事純情派
  - 第1シリーズ 第3話「カフェバーで拾った女」（1988年、ANB）
  - 第3シリーズ 第12話「レイプえん罪事件・すり替わった焼死体」（1990年、ANB）
  - 第4シリーズ 第22話「謎の匿名電話　子供をいじめる女!?」（1991年） - 中川佐和子
  - 第5シリーズ 第21話「優しい殺人　花を活ける女」（1992年） - 小坂玲子
- 長七郎江戸日記 第3シリーズ 第8話「十手も刀も捨てて」（1990年、NTV / ユニオン映画） - お絹
- 必殺仕事人・激突! 第9話「対決! 邪剣vs剛剣」（1991年、ABC / 松竹） - お峰
- 花を下さい（1991年、TBS） - 順子
- 世にも奇妙な物語『極楽鳥花』（1991年、CX）
- 学校があぶない（1992年、TBS）
- 大岡越前 第13部 第15話「河童にさらわれた若旦那」（1993年、TBS / C.A.L） - おかつ
- ラスト・フレンド（1993年、CX）
- 素晴らしきかな人生（1993年、CX）- 篠原あやめ
- 未成年（1995年、TBS）

### ビデオ作品
- 新・うれしはずかし物語 週末のシンデレラ（1991年・にっかつビデオ）
- 愛欲のVoyage（1991年・大陸書房）
- 初体験物語2（1992年・TJC）
- 監禁逃亡 美しき獲物たち（1993年・ジャパンホームビデオ）
- 首領の女（2002年）- 田村美由紀(梶山組田村の妻)
- 熟女スペシャル 焔のように Legend Gold ：高沢順子、新藤恵美、松尾嘉代（オムニバス・ビデオ、2010年）
- Legend Gold 愛欲のVoyage 高沢順子（2010年）DVDでの再販

### 舞台
- 旅立ち（1975年）
- シェルブールの雨（1983年）
- 近藤真彦デビュー10周年特別企画「若親分」（1989年）

## ディスコグラフィ

### シングル
| 発売日        | 規格      | 規格品番  | 面        | タイトル           | 作詞      | 作曲       | 編曲       |
| CBSソニー     | CBSソニー | CBSソニー | CBSソニー | CBSソニー          | CBSソニー | CBSソニー  | CBSソニー  |
| ------------- | --------- | --------- | --------- | ------------------ | --------- | ---------- | ---------- |
| 1973年9月21日 | EP        | SOLB-69   | A         | 青春の一ページ     | 千家和也  | 加藤和彦   | 馬飼野俊一 |
| 1973年9月21日 | EP        | SOLB-69   | B         | ひとりぼっちの幸せ | 千家和也  | 加藤和彦   | 馬飼野俊一 |
| 1974年5月21日 | EP        | SOLB-136  | A         | 嘘つきな子         | 千家和也  | 馬飼野俊一 | 馬飼野俊一 |
| 1974年5月21日 | EP        | SOLB-136  | B         | うたがい           | 千家和也  | 馬飼野俊一 | 馬飼野俊一 |

### アルバム

#### オムニバス・アルバム
- アクトレス・ミラクル・バイブル～新藤恵美・林マキ・高沢順子（2012年4月1日、DYCL-33）-　RCAビクターから発表した全4曲を収録。

## 書籍

### 写真集
- 午睡のメロディーFantasia―高沢順子写真集（1991年8月1日、大陸書房）
- 高沢順子写真集　夜間飛行（1992年1月1日、大陸書房・ピラミッドブックス）文庫版

### 雑誌
- 週刊プレイボーイ　昭和49年8月27号（集英社）-　表紙・高沢順子